# BioGro
 (mars 2024).

Le logo BioGro

BioGro New Zealand Ltd est la principale agence de certification pour l'agriculture biologique en Nouvelle-Zélande, elle gère l'attribution du label BioGro. Créée en 1983, elle certifie près de 900 producteurs néo-zélandais. L'agence et le logo sont la propriété de la NZBPCC « New Zealand Biological Producers and Consumers Council Inc. » (organisation des producteurs et consommateurs de produits bio en Nouvelle-Zélande. La certification BioGro est accréditée par l'IOAS International Organic Accreditation Service